# 余梦燕
余梦燕（英文名：Nancy Yu Huang，1916年4月6日—1992年10月12日），生於湖南省临湘县，英文中國郵報創辦人之一。

## 生平
余梦燕早年先后毕业于燕京大学新闻系、中央政治学校新闻学院、美国哥伦比亚大学新闻系。抗日战争期间在重庆《时事新闻报》任记者。赴台灣后，与丈夫黄遹霈一同创办《英文中国邮报》并任社长与发行人。她还曾任中华民国报纸事业协会理事、世界广告协会中国分会会长、国际广告协会理事兼东亚局副局长、亚太广告协会主席、国际崇她社亚洲总代表等职。1986年5月擔任世界女記者與女作家協會中華民國分會籌備委員會委員兼召集人，曾當選世界女記者與女作家協會世界總會總會長。她是中国国民党第十届中央委員会党务顾问、第十一至十三届中央评议委员。1992年在台北逝世。